# 運轉整理
運轉整理，是指當鐵路系統發生問題或事故而導致列車班次紊亂時，需要重新調度以趕回原訂班表或是儘可能運送、疏散旅客的動作。

## 整理方式
以下是常見的列車運轉整理的方法：
- 變更運轉時刻：列車停車、發車和通過時刻的變更。
- 變更到發股道：列車停車、發車和通過股道的變更。
- 變更車種：快車改為慢車、跳站停車改為各站停車等變更。
- 變更行車順序：本來A列車跑在B列車前面，但讓B列車先開的變更。
- 變更運轉軌道：列車行走軌道的變更（包含雙單線運轉及四線區間的快慢線變更）。
- 變更待避、交會車站：慢車等待快車先行地點，或單線區間等待對向列車地點的變更。
- 停駛、運轉中斷（部分停駛）：列車運轉仍在中途站甚或是開車站即停止開行。
- 特開：臨時決定的列車開行。
- 變更停車站：列車預定停靠A站，改停靠B站。
- 臨時停車、臨時通過：預定通過的車站臨時的停車，預定停車的車站臨時的通過。
- 趕點運轉：列車誤點時，以超過預定的速度運轉以趕回原定的時刻。
- 變更配車：原本使用A列車開行但改用B列車的變更。
- 變更輛數：原本列車有X輛車廂，改為Y輛車廂的變更（單位「輛」一般稱為「節」）。